# Mesembryanthemum suffruticosum
Mesembryanthemum suffruticosum är en isörtsväxtart som först beskrevs av Harriet Margaret Louisa Bolus, och fick sitt nu gällande namn av Klak. Mesembryanthemum suffruticosum ingår i Isörtssläktet som ingår i familjen isörtsväxter. Inga underarter finns listade i Catalogue of Life.